# Павел Теохаров (учител)
Павел Траянов Теохаров е български просветен деец: учител, автор на учебници, редактор, публицист, преводач и издател; философ и толстоист.

## Биография
Роден е на 18 януари 1893 година  в източномакедонското градче Пехчево, Малешевско, тогава в Османската империя. Запасен офицер с чин подпоручик.
След Балканските и Първата световна война завършва философия в Софийския университет в 1921 година. Работи като педагог, преподавател е в Казанлъшкото педагогическо училище, в учителските институти в Пловдив, Стара Загора (директор), София, както и в Софийския университет. Автор е на множество учебници по педагогика, методика, дидактика, психология.
Главен редактор е, заедно с д-р Никола Станчев, на списание „Здрав живот“. Издател е на библиотека „Младежки другар“ (1924 – 1927).
Участва в толстоистката комуна в Дерманци. Сътрудник е на редица толстоистки издания, превежда от руски. Написва „История на толстоевското движение в България“ (непубликувана, машинопис).
Умира на 5 ноември 1971 година.